# Inna Suslina
Inna Evgen'evna Suslina (in russo Инна Евгеньевна Суслина?; Tashkent, 5 gennaio 1979) è un'ex pallamanista russa.
Con la maglia della nazionale russa ha vinto l'argento olimpico ai Giochi di Pechino 2008.

## Palmarès

### Club
- Coppa delle Coppe: 1

Lada Togliatti: 2001-2002
- Campionato russo: 3

Lada Togliatti: 2002, 2003, 2004
- Coppa di Russia: 3

Zvezda Zvenigorod: 2009, 2010
Rostov-Don: 2012
- Campionato danese: 1

GOG Svendborg TGI: 2007
- Coppa di Danimarca: 1

GOG Svendborg TGI: 2005
- Campionato macedone: 6

Vardar Skopje: 2012-2013, 2013-2014, 2014-2015, 2015-2016, 2016-2017, 2017-2018
- Coppa di Macedonia: 6

Vardar Skopje: 2013-2014, 2014-2015, 2015-2016, 2016-2017, 2017-2018

### Nazionale
- Argento olimpico: 1

Pechino 2008
- Campionato mondiale

 Oro: Italia 2001, Francia 2007, Cina 2009
- Campionato europeo

 Argento: Svezia 2006
 Bronzo: Romania 2000
 Bronzo: Macedonia 2008

### Individuale
- Migliore portiere al campionato mondiale: 1

Cina 2009
- Migliore portiere al campionato europeo: 1

Svezia 2006